# NGC 744
NGC 744 је расејано звездано јато у сазвежђу Персеј које се налази на NGC листи објеката дубоког неба.
Деклинација објекта је + 55° 28' 24" а ректасцензија 1h 58m 33,0s. Привидна величина (магнитуда) објекта NGC 744 износи 7,9. NGC 744 је још познат и под ознакама OCL 345.